# Sphegocephala rugosa
Sphegocephala rugosa là một loài Hymenoptera trong họ Halictidae. Loài này được Pauly mô tả khoa học năm 1991.